# Свети Йоан Кръстител (Велес)
Вижте пояснителната страница за други значения на Свети Йоан Кръстител.
„Свети Йоан Кръстител“ (на македонска литературна норма: Свети Јован Крстител), известна и като Маркова механа (Маркова Меана), е средновековна православна църква на самия южен изход от Велес, Северна Македония, част от Повардарска епархия. Името Маркова механа се свързва с народното вярване, че тук е идвал, ял и пил Крали Марко, което се отнася към времето, когато тя е построена.
Църквата се намира на скала, на стотина метра южно от устието на реката Тополка във Вардар и също толкова метра северно от манастира „Свети Димитър“ в двора на фабриката за обувки „Димко Митрев“. Фреските в църквата са силно пострадали, както и иконостасът. Няма данни кога е изградена, нито кога е изписана, нито кой е авторът на сградата и иконите. Предполага се, че е от византийско време и е била изградена за нуждите на населението от Стар Велес, което живеелo на Калето. До храма е бил изграден мост, който свързвал населението от Калето с Пазара. Църквата пострадва силно при изграждането на железопътната линия Солун – Велес към края на ХІХ век. В нея са настанени да живеят работниците, които унищожават вътрешността. Повърхността ѝ е около 16 m2, а височината – 6 m.
- Поглед от юг
- Поглед от юг